# Valsø Holm
Valsø Henrik Holm, född 31 december 1906 i Köpenhamn i Danmark, död 19 december 1987, var en dansk skådespelare.
Holm studerade vid Det Kongelige Teaters elevskola 1927–1929. 

## Filmografi i urval
- 1958 – Kvinnlig spion 503
- 1961 – Stöten
- 1968 – Bombi Bitt och jag (TV-serie)
- 1973 - Achilleshælen er mit våben
- 1974 - Olsen-bandens sidste bedrifter
- 1978 - Agent 69 Jensen - I skyttens tegn
- 1980 – Matador (TV-serie)